# Freestyle-Skiing-Weltcup 1996/97
Die Saison 1996/97 war die 18. Saison des von der Fédération Internationale de Ski (FIS) veranstalteten Freestyle-Skiing-Weltcups. Sie begann am 5. Dezember 1996 in Tignes und endete am 15. März 1997 am Hundfjället. Ausgetragen wurden Wettbewerbe in den Disziplinen Aerials (Springen), Moguls (Buckelpiste), Dual Moguls (Parallelbuckelpiste), Ballett und in der Kombination, letztere nur bei den Herren.
Höhepunkt der Saison waren die Weltmeisterschaften 1997 im Iizuna Kōgen Sukī-jō.

## Männer

### Weltcupwertungen
| Rang | Name              | Punkte |
| ---- | ----------------- | ------ |
| 1.   | Darcy Downs       | 120    |
| 2.   | Fabrice Becker    | 111    |
| 3.   | Heini Baumgartner | 95     |
| 4.   | Jean-Luc Brassard | 95     |
| 5.   | Ian Edmondson     | 95     |
| 6.   | Stéphane Rochon   | 94     |
| 7.   | Nicolas Fontaine  | 92     |
| 8.   | Jesper Rönnbäck   | 89     |
| 9.   | Thony Hemery      | 88     |
| 10.  | Steven Roxberg    | 87     |

| Rang | Name                 | Punkte |
| ---- | -------------------- | ------ |
| 1.   | Nicolas Fontaine     | 824    |
| 2.   | Jean-Damien Climonet | 784    |
| 3.   | Andy Capicik         | 728    |
| 4.   | David Belhumeur      | 704    |
| 5.   | Jeff Bean            | 612    |
| 6.   | Britt Swartley       | 572    |
| 7.   | Alexander Michailow  | 552    |
| 8.   | Eric Bergoust        | 548    |
| 9.   | Christian Rijavec    | 540    |
| 10.  | Lloyd Langlois       | 528    |
| 10.  | Joe Pack             | 528    |

| Rang | Name              | Punkte |
| ---- | ----------------- | ------ |
| 1.   | Jean-Luc Brassard | 476    |
| 2.   | Stéphane Rochon   | 468    |
| 3.   | Jesper Rönnbäck   | 444    |
| 4.   | Thony Hemery      | 440    |
| 5.   | Jonny Moseley     | 396    |
| 6.   | Andrei Iwanow     | 372    |
| 7.   | Fabrice Ougier    | 372    |
| 8.   | Johann Grégoire   | 372    |
| 9.   | Dominick Gauthier | 356    |
| 10.  | Ryan Johnson      | 316    |

| Rang | Name              | Punkte |
| ---- | ----------------- | ------ |
| 1.   | Thony Hemery      | 404    |
| 2.   | Jean-Luc Brassard | 368    |
| 3.   | Garth Hager       | 332    |
| 4.   | Sean Smith        | 332    |
| 5.   | Jonny Moseley     | 320    |
| 6.   | Fabrice Ougier    | 308    |
| 7.   | Dominick Gauthier | 276    |
| 8.   | Andrei Iwanow     | 272    |
| 9.   | Jesper Rönnbäck   | 260    |
| 10.  | Johann Grégoire   | 228    |

| Rang | Name              | Punkte |
| ---- | ----------------- | ------ |
| 1.   | Fabrice Becker    | 688    |
| 2.   | Heini Baumgartner | 668    |
| 3.   | Ian Edmondson     | 664    |
| 4.   | Steven Roxberg    | 612    |
| 5.   | Antti Inberg      | 612    |
| 6.   | Konrad Hilpert    | 568    |
| 7.   | Mike McDonald     | 556    |
| 8.   | Pavel Landa       | 512    |
| 9.   | Darcy Downs       | 468    |
| 10.  | Alexander Zika    | 464    |

### Podestplätze

#### Moguls
| Datum             | Ort            | Disz. | 1. Platz          | 2. Platz        | 3. Platz          |
| ----------------- | -------------- | ----- | ----------------- | --------------- | ----------------- |
| 6. Dezember 1996  | Tignes         | MO    | Jesper Rönnbäck   | Andrei Iwanow   | Ryan Johnson      |
| 13. Dezember 1996 | La Plagne      | MO    | Jonny Moseley     | Jesper Rönnbäck | Jean-Luc Brassard |
| 9. Januar 1997    | Mont-Tremblant | MO    | Jesper Rönnbäck   | Stéphane Rochon | Jean-Luc Brassard |
| 12. Januar 1997   | Lake Placid    | MO    | Jean-Luc Brassard | Jonny Moseley   | Fabrice Ougier    |
| 24. Januar 1997   | Breckenridge   | MO    | Ryan Johnson      | Stéphane Rochon | Thony Hemery      |
| 7. März 1997      | Zauchensee     | MO    | Jean-Luc Brassard | Stéphane Rochon | Thony Hemery      |
| 13. März 1997     | Hundfjället    | MO    | Thony Hemery      | Stéphane Rochon | Jean-Luc Brassard |

#### Dual Moguls
| Datum             | Ort                 | Disz. | 1. Platz          | 2. Platz        | 3. Platz             |
| ----------------- | ------------------- | ----- | ----------------- | --------------- | -------------------- |
| 8. Dezember 1996  | Tignes              | DM    | Jean-Luc Brassard | Garth Hager     | Dominick Gauthier    |
| 15. Dezember 1996 | La Plagne           | DM    | Thony Hemery      | Johann Gregoire | Jesper Rönnbäck      |
| 18. Januar 1997   | Blackcomb           | DM    | Thony Hemery      | Yugo Tsukita    | Petsch Moser         |
| 21. Februar 1997  | Kirchberg           | DM    | Thony Hemery      | Sean Smith      | Jesper Rönnbäck      |
| 28. Februar 1997  | Meiringen-Hasliberg | DM    | Fabrice Ougier    | Jonas Jonell    | Sergej Karpetschenko |
| 15. März 1997     | Hundfjället         | DM    | Thony Hemery      | Jonny Moseley   | Fabrice Ougier       |

#### Aerials
| Datum             | Ort                 | Disz. | 1. Platz          | 2. Platz             | 3. Platz                |
| ----------------- | ------------------- | ----- | ----------------- | -------------------- | ----------------------- |
| 7. Dezember 1996  | Tignes              | AE    | Alexis Blanc      | Sébastien Foucras    | Jeff Bean               |
| 14. Dezember 1996 | La Plagne           | AE    | Sébastien Foucras | Eric Bergoust        | Nicolas Fontaine        |
| 19. Dezember 1996 | Piancavallo         | AE    | Matt Chojnacki    | Sébastien Foucras    | Mariano Ferrario        |
| 8. Januar 1997    | Mont-Tremblant      | AE    | Christian Rijavec | Lloyd Langlois       | Sébastien Foucras       |
| 11. Januar 1997   | Lake Placid         | AE    | Lloyd Langlois    | Christian Rijavec    | Jean-Damien Climonet    |
| 19. Januar 1997   | Blackcomb           | AE    | Nicolas Fontaine  | Lloyd Langlois       | Matt Chojnacki          |
| 25. Januar 1997   | Breckenridge        | AE    | Joe Pack          | Jean-Damien Climonet | Dsmitryj Daschtschynski |
| 26. Januar 1997   | Breckenridge        | AE    | Nicolas Fontaine  | Darcy Downs          | David Belhumeur         |
| 20. Februar 1997  | Kirchberg           | AE    | Jeff Bean         | Nicolas Fontaine     | Andy Capicik            |
| 2. März 1997      | Meiringen-Hasliberg | AE    | Eric Bergoust     | Andy Messerli        | Jean-Damien Climonet    |
| 7. März 1997      | Zauchensee          | AE    | Nicolas Fontaine  | Jean-Damien Climonet | Andy Capicik            |
| 14. März 1997     | Hundfjället         | AE    | Christian Rijavec | David Belhumeur      | Eric Bergoust           |

#### Ballett
| Datum             | Ort                 | Disz. | 1. Platz          | 2. Platz          | 3. Platz       |
| ----------------- | ------------------- | ----- | ----------------- | ----------------- | -------------- |
| 5. Dezember 1996  | Tignes              | AC    | Heini Baumgartner | Steven Roxberg    | Konrad Hilpert |
| 21. Dezember 1996 | Piancavallo         | AC    | Heini Baumgartner | Fabrice Becker    | Ian Edmondson  |
| 13. Januar 1997   | Lake Placid         | AC    | Fabrice Becker    | Steven Roxberg    | Ian Edmondson  |
| 17. Januar 1997   | Blackcomb           | AC    | Fabrice Becker    | Heini Baumgartner | Ian Edmondson  |
| 23. Januar 1997   | Breckenridge        | AC    | Fabrice Becker    | Heini Baumgartner | Ian Edmondson  |
| 19. Februar 1997  | Kirchberg           | AC    | Fabrice Becker    | Antti Inberg      | Steven Roxberg |
| 1. März 1997      | Meiringen-Hasliberg | AC    | Ian Edmondson     | Fabrice Becker    | Antti Inberg   |
| 8. März 1997      | Zauchensee          | AC    | Heini Baumgartner | Ian Edmondson     | Fabrice Becker |
| 12. März 1997     | Hundfjället         | AC    | Ian Edmondson     | Fabrice Becker    | Konrad Hilpert |

#### Kombination
| Datum           | Ort          | Disz. | 1. Platz         | 2. Platz      | 3. Platz         |
| --------------- | ------------ | ----- | ---------------- | ------------- | ---------------- |
| 13. Januar 1997 | Lake Placid  | CO    | Toben Sutherland | Chad St. Onge | –                |
| 25. Januar 1997 | Breckenridge | CO    | Toben Sutherland | Darcy Downs   | Chad St. Onge    |
| 8. März 1997    | Zauchensee   | CO    | Darcy Downs      | Ondřej Vokatý | Toben Sutherland |
| 12. März 1997   | Hundfället   | CO    | Toben Sutherland | Darcy Downs   | –                |

## Frauen

### Weltcupwertungen
| Rang | Name                | Punkte |
| ---- | ------------------- | ------ |
| 1.   | Stacey Blumer       | 100    |
| 2.   | Jelena Batalowa     | 100    |
| 3.   | Katherina Kubenk    | 99     |
| 4.   | Veronica Brenner    | 97     |
| 5.   | Tatjana Mittermayer | 97     |
| 6.   | Oxana Kuschtschenko | 97     |
| 7.   | Candice Gilg        | 93     |
| 8.   | Annika Johansson    | 93     |
| 9.   | Kirstie Marshall    | 91     |
| 10.  | Åsa Magnusson       | 89     |

| Rang | Name              | Punkte |
| ---- | ----------------- | ------ |
| 1.   | Veronica Brenner  | 776    |
| 2.   | Kirstie Marshall  | 728    |
| 3.   | Caroline Olivier  | 708    |
| 4.   | Michèle Rohrbach  | 688    |
| 5.   | Jacqui Cooper     | 684    |
| 6.   | Nikki Stone       | 660    |
| 7.   | Karin Kuster      | 624    |
| 8.   | Stacey Blumer     | 592    |
| 9.   | Hilde Synnøve Lid | 592    |
| 10.  | Natalja Orechowa  | 576    |

| Rang | Name                | Punkte |
| ---- | ------------------- | ------ |
| 1.   | Tatjana Mittermayer | 484    |
| 2.   | Candice Gilg        | 464    |
| 3.   | Minna Karhu         | 444    |
| 4.   | Donna Weinbrecht    | 432    |
| 5.   | Ann Battelle        | 432    |
| 6.   | Kari Traa           | 420    |
| 7.   | Tae Satoya          | 408    |
| 8.   | Liz McIntyre        | 376    |
| 9.   | Jenny Eidolf        | 356    |
| 10.  | Gabriele Rauscher   | 312    |

| Rang | Name                | Punkte |
| ---- | ------------------- | ------ |
| 1.   | Candice Gilg        | 444    |
| 2.   | Minna Karhu         | 440    |
| 3.   | Liz McIntyre        | 412    |
| 4.   | Ann Battelle        | 388    |
| 5.   | Marja Elfman        | 368    |
| 6.   | Tatjana Mittermayer | 344    |
| 7.   | Anja Bolbjerg       | 284    |
| 8.   | Kari Traa           | 268    |
| 9.   | Tae Satoya          | 264    |
| 10.  | Donna Weinbrecht    | 248    |

| Rang | Name                  | Punkte |
| ---- | --------------------- | ------ |
| 1.   | Jelena Batalowa       | 700    |
| 2.   | Oxana Kuschtschenko   | 676    |
| 3.   | Annika Johansson      | 648    |
| 4.   | Åsa Magnusson         | 624    |
| 5.   | Raquel Gutiérrez      | 564    |
| 6.   | Lara Rosenbaum        | 520    |
| 7.   | Vicki Simpson-Roxberg | 504    |
| 8.   | Anne Marie Koeszegi   | 472    |
| 9.   | Katherina Kubenk      | 472    |
| 10.  | Yukako Tanaka         | 468    |

### Podestplätze

#### Moguls
| Datum             | Ort            | Disz. | 1. Platz            | 2. Platz            | 3. Platz            |
| ----------------- | -------------- | ----- | ------------------- | ------------------- | ------------------- |
| 6. Dezember 1996  | Tignes         | MO    | Tatjana Mittermayer | Candice Gilg        | Minna Karhu         |
| 13. Dezember 1996 | La Plagne      | MO    | Tatjana Mittermayer | Donna Weinbrecht    | Ann Battelle        |
| 9. Januar 1997    | Mont-Tremblant | MO    | Kari Traa           | Candice Gilg        | Donna Weinbrecht    |
| 12. Januar 1997   | Lake Placid    | MO    | Kari Traa           | Tatjana Mittermayer | Liz McIntyre        |
| 24. Januar 1997   | Breckenridge   | MO    | Donna Weinbrecht    | Kari Traa           | Minna Karhu         |
| 7. März 1997      | Zauchensee     | MO    | Donna Weinbrecht    | Candice Gilg        | Tatjana Mittermayer |
| 13. März 1997     | Hundfjället    | MO    | Ann Battelle        | Tatjana Mittermayer | Minna Karhu         |

#### Dual Moguls
| Datum             | Ort                 | Disz. | 1. Platz     | 2. Platz         | 3. Platz            |
| ----------------- | ------------------- | ----- | ------------ | ---------------- | ------------------- |
| 8. Dezember 1996  | Tignes              | DM    | Liz McIntyre | Ann Battelle     | Candice Gilg        |
| 15. Dezember 1996 | La Plagne           | DM    | Minna Karhu  | Donna Weinbrecht | Tatjana Mittermayer |
| 18. Januar 1997   | Blackcomb           | DM    | Marja Elfman | Candice Gilg     | Minna Karhu         |
| 21. Februar 1997  | Kirchberg           | DM    | Candice Gilg | Ann Battelle     | Kari Traa           |
| 28. Februar 1997  | Meiringen-Hasliberg | DM    | Kari Traa    | Minna Karhu      | Marja Elfman        |
| 15. März 1997     | Hundfjället         | DM    | Marja Elfman | Liz McIntyre     | Candice Gilg        |

#### Aerials
| Datum             | Ort                 | Disz. | 1. Platz         | 2. Platz         | 3. Platz          |
| ----------------- | ------------------- | ----- | ---------------- | ---------------- | ----------------- |
| 7. Dezember 1996  | Tignes              | AE    | Veronica Brenner | Karin Kuster     | Evelyne Leu       |
| 14. Dezember 1996 | La Plagne           | AE    | Veronica Brenner | Michèle Rohrbach | Stacey Blumer     |
| 8. Januar 1997    | Mont-Tremblant      | AE    | Veronica Brenner | Michèle Rohrbach | Caroline Olivier  |
| 11. Januar 1997   | Lake Placid         | AE    | Kirstie Marshall | Michèle Rohrbach | Caroline Olivier  |
| 19. Januar 1997   | Blackcomb           | AE    | Caroline Olivier | Veronica Brenner | Hilde Synnøve Lid |
| 25. Januar 1997   | Breckenridge        | AE    | Kirstie Marshall | Guo Dandan       | Stacey Blumer     |
| 26. Januar 1997   | Breckenridge        | AE    | Veronica Brenner | Nikki Stone      | Michèle Rohrbach  |
| 20. Februar 1997  | Kirchberg           | AE    | Caroline Olivier | Veronica Brenner | Natalja Orechowa  |
| 2. März 1997      | Meiringen-Hasliberg | AE    | Kirstie Marshall | Jacqui Cooper    | Veronica Brenner  |
| 7. März 1997      | Zauchensee          | AE    | Kirstie Marshall | Xu Nannan        | Jacqui Cooper     |
| 14. März 1997     | Hundfjället         | AE    | Kirstie Marshall | Nikki Stone      | Veronica Brenner  |

#### Ballett
| Datum             | Ort                 | Disz. | 1. Platz            | 2. Platz              | 3. Platz              |
| ----------------- | ------------------- | ----- | ------------------- | --------------------- | --------------------- |
| 5. Dezember 1996  | Tignes              | AC    | Jelena Batalowa     | Oxana Kuschtschenko   | Åsa Magnusson         |
| 21. Dezember 1996 | Piancavallo         | AC    | Jelena Batalowa     | Annika Johansson      | Oxana Kuschtschenko   |
| 13. Januar 1997   | Lake Placid         | AC    | Oxana Kuschtschenko | Annika Johansson      | Åsa Magnusson         |
| 17. Januar 1997   | Blackcomb           | AC    | Oxana Kuschtschenko | Annika Johansson      | Åsa Magnusson         |
| 23. Januar 1997   | Breckenridge        | AC    | Jelena Batalowa     | Oxana Kuschtschenko   | Annika Johansson      |
| 19. Februar 1997  | Kirchberg           | AC    | Oxana Kuschtschenko | Natalija Rasumowskaja | Åsa Magnusson         |
| 1. März 1997      | Meiringen-Hasliberg | AC    | Jelena Batalowa     | Oxana Kuschtschenko   | Natalija Rasumowskaja |
| 8. März 1997      | Zauchensee          | AC    | Jelena Batalowa     | Natalija Rasumowskaja | Oxana Kuschtschenko   |
| 12. März 1997     | Hundfjället         | AC    | Jelena Batalowa     | Oxana Kuschtschenko   | Annika Johansson      |